# Teoria de Ramsey
A Teoria de Ramsey, iniciada pelo matemático e filósofo inglês Frank P. Ramsey, é um ramo da matemática que estuda as condições que um fenômeno deve satisfazer para possuir um certo tipo de ordem. Problemas em Teoria de Ramsey tipicamente envolvem perguntas da forma: "quantos elementos de uma estrutura devemos ter para garantir que uma propriedade particular valha?". Mais especificamente, Ron Graham descreveu Teoria de Ramsey como um "ramo da combinatória".